# Anne Greta Weber
Greta Weber (*  1985 in Berlin) ist eine deutsche Schauspielerin.

## Leben und Wirken
Greta Weber studierte nach dem Abitur Kulturwissenschaften. In dieser Zeit spielte sie in der Jugendproduktion Frühlings Erwachen am Deutschen Theater Berlin. Später absolvierte sie ein Schauspielstudium an der Akademie für Darstellende Kunst Baden-Württemberg. In der Spielzeit 2013/14 war sie Gastschauspielerin am Stadttheater Konstanz und spielte dort Vor Sonnenuntergang unter der Regie von Martin Nimz sowie am Staatstheater Stuttgart Hirnbonbon unter der Regie von Christiane Pohle. 2013 gründete sie mit Freunden die Künstlergruppe „Kollektiv eins“. Seit der Spielzeit 2014/15 ist sie festes Ensemblemitglied am Theaterhaus Jena.

## Preise und Auszeichnungen
- 2013: Günther-Rühle-Preis für Desirevolution

## Rollen
- 2011 Ophelia in Hamlet (Shakespeare)[4], Regie: Luk Perceval
- 2012 Elisabeth in Maria Stuart (Schiller), Regie: Hilde Stark
- 2012 Grete in Hans & Grete, Regie: Christina Schelhas
- 2013 Kurt/Olga in Feuergesicht (Mayenburg), Regie: Greta Weber
- 2013 Frau in Schlacht (Müller), Regie: Kai Festersen
- 2013 Lucile Dantons Tod (Büchner), Regie:
- 2013 Natalie in Prinz Friedrich von Homburg (Kleist), Regie: Kai Festersen
- 2013 Doppelgeschöpf weiblich in Die Straße. Die Stadt. Der Überfall (Jelinek), Regie: Christiane Pohle
- 2013 Polina Alexandrowna in Spieler (nach Dostojewski), Regie: Martin Laberenz
- 2013 Mitsubishi in Abalon, one nite in Bangkok (Kater), Regie: Catja Baumann
- 2013 Bellow in Die apokalyptischen Reiterinnen, Regie: Kollektiv Eins
- 2014 Motha in Desirevolution (nach Faldbakken und Mann), Regie: Christiane Pohle
- 2014 Ottilie Klamroth in Vor Sonnenuntergang (Hauptmann), Regie: Martin Nimz
- 2014 Ella Rentheim in Borkman (Ibsen), Regie: Daniel Foerster
- 2014 Friedrich in Hirnbonbon (Roth), Regie: Christiane Pohle
- 2014 Heloise in Michael Kohlhaas (Kleist), Regie: Hannes Weiler
- 2014 Sharon in Detroit (D’Amour), Regie: Jan Langenheim
- 2015 Horatio in Hamlet (Shakespeare), Regie: Moritz Schönecker
- 2015 Mädchen mit Smartphone in Der schlechte Geschmack, Regie: Moritz Schönecker
- 2015 Line/Klara/Therese/Brunelda in Amerika, Regie: Hannes Weiler
- 2016 Sarah Tudor in Haus des Schlafes, Regie: Pauline Beaulieu
- 2016 Frau Stahl in Mein Süßes Unbehagen, Regie: Hannes Weiler
- 2017 Gerda Taro in Capa!Taro Die Doppelbelichtung einer Fotografenliebe, Regie: Christian Franke
- 2017 Zeus in Prometheus, Regie: Hannes Weiler

## Filme
- 2010: Frühlings Erwachen von Frank Wedekind, Regie: Prätsch, Deutsches Theater Berlin[4]
- 2010: The one you love, Regie: Lipphardt
- 2011: Lena Fauch und der Amokläufer, Regie: Wessel, Produktion ZDF
- 2012: Späte Kinder, Regie: Foerster
- 2012: Zeit der Helden, Regie: Kai Wessel, Produktion Arte/SWR
- 2013: Möglichst Keimfrei, Regie: Lebkuch
- 2014 Mein Personenstand, Regie: Valentina Boye
- 2017 Light Inside, Regie: Dennis Stormer, Filmakademie Ludwigsburg
- 2017 Sechsneunundneunzig, Regie: Alexandra Heruth, Filmarche e.V.
- 2018 Eine Bargeschichte, Regie: Bianca Müller, Baushaus Universität Weimar